# Discographie de Whitney Houston
La discographie de la chanteuse américaine Whitney Houston se compose de 7 albums studio (dont un album de Noël), 3 bandes originales de films, diverses compilations et près d'une soixantaine de singles. 
Avec plus de 220 millions de disques vendus, elle demeure l'une des plus grosses vendeuses de disques au monde. Elle a notamment remporté 6 Grammy Awards et 22 American Music Awards.
Elle atteint le sommet du Billboard Hot 100 avec ses albums Whitney Houston, Whitney, I Look to You et The Bodyguard qui demeure la bande originale de film la plus vendue au monde avec 45 millions d'exemplaires écoulés. La chanteuse a également classé 11 singles à la première place des classements américains.

## Albums

### Albums studio
| Album                                          | Classements                                                            | Classements | Classements | Classements | Classements | Classements | Classements | Classements | Classements | Classements | Classements | Classements | Classements | Classements | Classements | Classements | Certifications                                                       | Ventes mondiales |
| Album                                          | É-U                                                                    | CAN         | R-U         | IRL         | FRA         | ESP         | ITA         | SUI         | BE/W        | BE/F        | P-B         | ALL         | AUT         | SUE         | AUS         | N-Z         | Certifications                                                       | Ventes mondiales |
| ---------------------------------------------- | ---------------------------------------------------------------------- | ----------- | ----------- | ----------- | ----------- | ----------- | ----------- | ----------- | ----------- | ----------- | ----------- | ----------- | ----------- | ----------- | ----------- | ----------- | -------------------------------------------------------------------- | ---------------- |
| Whitney Houston - Label : Arista Records       | 1                                                                      | 1           | 2           | N/D         | 13          | -           | 1           | 2           | N/D         | N/D         | 5           | 2           | 9           | 1           | 1           | 3           | : 14x Platine : Diamant : 4x Platine : Or : Platine : 5x Platine     | 25 000 000       |
| Whitney - Label : Arista Records               | 1                                                                      | 1           | 1           | N/D         | 6           | 4           | 1           | 1           | N/D         | N/D         | 1           | 1           | 1           | 1           | 1           | 1           | : Diamant : 7x Platine : 7x Platine : Platine : Platine : 3x Platine | 20 000 000       |
| I'm Your Baby Tonight - Label : Arista Records | 3                                                                      | 12          | 4           | N/D         | 9           | 6           | 5           | 2           | N/D         | N/D         | 4           | 3           | 2           | 3           | 10          | 19          | : 4x Platine : Platine : Platine : Platine : Platine : Platine       | 10 000 000       |
| My Love Is Your Love - Label : Arista Records  | 13                                                                     | 13          | 4           | N/D         | 2           | 12          | 4           | 1           | 3           | 2           | 1           | 2           | 1           | 7           | 42          | 12          | : 4x Platine : 2x Platine : 3x Platine : 2x Platine : Or             | 11 000 000       |
| Just Whitney - Label : Arista Records          | 9                                                                      | 85          | 76          | -           | 25          | -           | 20          | 10          | -           | -           | 70          | 16          | 33          | -           | -           | -           | : Platine : Or                                                       | 2 000 000        |
| I Look to You - Label : Arista Records         | 1                                                                      | 1           | 3           | 3           | 3           | 3           | 1           | 1           | 9           | 7           | 1           | 1           | 3           | 2           | 16          | 10          | : Platine : Platine : Or : Or : Or                                   | 2 500 000        |
|                                                | Le sigle « N/D » signifie que les classements ne sont pas disponibles. |             |             |             |             |             |             |             |             |             |             |             |             |             |             |             |                                                                      |                  |

### Album de Noël
| Album                                                | Classements | Classements | Classements | Classements | Classements | Classements | Classements | Classements | Classements | Classements | Classements | Classements | Classements | Classements | Classements | Classements | Certifications | Ventes mondiales |
| Album                                                | É-U         | CAN         | R-U         | IRL         | FRA         | ESP         | ITA         | SUI         | BE/W        | BE/F        | P-B         | ALL         | AUT         | SUE         | AUS         | N-Z         | Certifications | Ventes mondiales |
| ---------------------------------------------------- | ----------- | ----------- | ----------- | ----------- | ----------- | ----------- | ----------- | ----------- | ----------- | ----------- | ----------- | ----------- | ----------- | ----------- | ----------- | ----------- | -------------- | ---------------- |
| One Wish: The Holiday Album - Label : Arista Records | 49          | -           | -           | -           | -           | -           | -           | -           | -           | -           | -           | -           | -           | -           | -           | -           | : Or           | 900 000          |

### Bandes originales de films
| Album                                        | Classements                                                            | Classements | Classements | Classements | Classements | Classements | Classements | Classements | Classements | Classements | Classements | Classements | Classements | Classements | Classements | Classements | Certifications                                                           | Ventes mondiales |
| Album                                        | É-U                                                                    | CAN         | R-U         | IRL         | FRA         | ESP         | ITA         | SUI         | BE/W        | BE/F        | P-B         | ALL         | AUT         | SUE         | AUS         | N-Z         | Certifications                                                           | Ventes mondiales |
| -------------------------------------------- | ---------------------------------------------------------------------- | ----------- | ----------- | ----------- | ----------- | ----------- | ----------- | ----------- | ----------- | ----------- | ----------- | ----------- | ----------- | ----------- | ----------- | ----------- | ------------------------------------------------------------------------ | ---------------- |
| The Bodyguard - Label : Arista Records       | 1                                                                      | 1           | 1           | N/D         | 1           | 1           | 1           | 1           | N/D         | N/D         | 1           | 1           | 1           | 1           | 1           | 1           | : 18x Platine : Diamant : 7x Platine : Diamant : 3x Platine : 5x Platine | 45 000 000       |
| Waiting to Exhale - Label : Arista Records   | 1                                                                      | 7           | 8           | N/D         | 27          | 9           | 13          | 20          | 41          | 33          | 16          | 30          | 14          | 20          | 9           | 16          | : 7x Platine : Platine : Or : Or                                         | 12 000 000       |
| The Preacher's Wife - Label : Arista Records | 3                                                                      | 33          | 35          | N/D         | 28          | 21          | 22          | 11          | 45          | 34          | 17          | 9           | 8           | 16          | 34          | -           | : 3x Platine : Platine : Argent : Or                                     | 6 000 000        |
|                                              | Le sigle « N/D » signifie que les classements ne sont pas disponibles. |             |             |             |             |             |             |             |             |             |             |             |             |             |             |             |                                                                          |                  |

### Compilations
| Album                                                        | Classements | Classements                                                       | Classements | Classements | Classements | Classements | Classements | Classements | Classements | Classements | Classements | Classements | Classements | Classements | Classements | Classements | Certifications                                                     | Ventes mondiales |
| Album                                                        | É-U         | CAN                                                               | R-U         | IRL         | FRA         | ESP         | ITA         | SUI         | BE/W        | BE/F        | P-B         | ALL         | AUT         | SUE         | AUS         | N-Z         | Certifications                                                     | Ventes mondiales |
| ------------------------------------------------------------ | ----------- | ----------------------------------------------------------------- | ----------- | ----------- | ----------- | ----------- | ----------- | ----------- | ----------- | ----------- | ----------- | ----------- | ----------- | ----------- | ----------- | ----------- | ------------------------------------------------------------------ | ---------------- |
| Whitney: The Greatest Hits - Label : Arista Records          | 2           | 4                                                                 | 1           | 1           | 1           | 4           | 4           | 2           | 2           | 2           | 2           | 2           | 3           | 4           | 3           | 9           | : 5x Platine : Platine : 6x Platine : 2x Or : Platine : 2x Platine | 10 000 000       |
| Love, Whitney - Label : Arista Records                       | -           | -                                                                 | 22          | 69          | 8           | -           | 10          | 37          | -           | -           | 24          | -           | 42          | 12          | -           | -           | —                                                                  |                  |
| Artist Collection - Label : Arista, Sony Music               | -           | -                                                                 | -           | -           | -           | -           | -           | -           | -           | -           | -           | -           | -           | -           | -           | -           | —                                                                  |                  |
| The Ultimate Collection - Label : Arista, Sony Music         | X           | X                                                                 | 3           | 1           | 5           | 28          | 5           | 5           | 77          | 133         | -           | 3           | 1           | 10          | 3           | 2           | : Argent : 2x Platine                                              | 3 000 000        |
| The Essential - Label : Arista, Sony Music                   | X           | 3                                                                 | 7           | 7           | 51          | -           | 21          | 15          | -           | -           | -           | 20          | 26          | -           | 7           | 18          | : Platine                                                          |                  |
| I Will Always Love You: The Best of - Label : Arista Records | 14          | 59                                                                | 13          | 25          | 99          | 44          | 37          | 87          | 65          | 99          | 61          | -           | -           | -           | -           | 29          | : Or : Platine                                                     |                  |
| Live: Her Greatest Performances - Label : Sony Music         | 19          | -                                                                 | 66          | 63          | 123         | 43          | 34          | -           | 84          | 111         | 63          | -           | -           | -           | -           | -           | —                                                                  |                  |
|                                                              |             | Le sigle « X » signifie que l'album n'est pas sorti dans ce pays. |             |             |             |             |             |             |             |             |             |             |             |             |             |             |                                                                    |                  |

### Extended plays
- 1986 : Whitney Dancin' Special
- 1995 : Exhale
- 1999 : You Are Loved
- 2009 : I Didn't Know My Own Strength : The Remixes
- 2009 : The Remixes
- 2009 : I Look to You : The Remixes
- 2009 : Million Dollar Bill : The Remixes

### Coffrets
- 2000 : Whitney: The Unreleased Mixes
- 2001 : Love, Whitney
- 2009 : The Collection: Whitney Houston
- 2010 : The Collection
- 2010 : Triple Feature
- 2011 : My Love Is Your Love / I Look to You
- 2017 : I Wish You Love : More from The Bodyguard

## Singles

### Années 1980
| Année | Single                                                              | Classements | Classements | Classements | Classements | Classements | Classements | Classements | Classements | Classements | Classements | Classements | Classements | Classements | Classements | Classements | Classements | Album                      |
| Année | Single                                                              | É-U | CAN         | R-U         | IRL         | FRA         | ESP         | ITA         | SUI         | BE/W        | BE/F        | P-B         | ALL         | AUT         | SUE         | AUS         | N-Z         | Album                      |
| ----- | ------------------------------------------------------------------- | --- | ----------- | ----------- | ----------- | ----------- | ----------- | ----------- | ----------- | ----------- | ----------- | ----------- | ----------- | ----------- | ----------- | ----------- | ----------- | -------------------------- |
| 1984  | Hold Me (avec Teddy Pendergrass)                                    | 46 | -           | 44          | 25          | -           | -           | -           | -           | N/D         | 30          | 24          | -           | -           | -           | -           | -           | Love Language              |
| 1985  | You Give Good Love                                                  | 3 | 9           | 93          | -           | -           | -           | -           | -           | N/D         | -           | -           | -           | -           | -           | 58          | 44          | Whitney Houston            |
| 1985  | All at Once                                                         | X | X           | X           | X           | X           | X           | X           | X           | N/D         | 2           | 6           | -           | -           | -           | X           | X           | Whitney Houston            |
| 1985  | Saving All My Love for You                                          | 1 | 8           | 1           | 1           | 11          | -           | -           | 5           | N/D         | 9           | 16          | 18          | 12          | -           | 20          | 5           | Whitney Houston            |
| 1985  | How Will I Know                                                     | 1 | 1           | 5           | 3           | -           | -           | 23          | 11          | N/D         | 28          | 12          | 26          | 28          | 2           | 2           | 19          | Whitney Houston            |
| 1986  | The Greatest Love of All                                            | 1 | 1           | 8           | 4           | 70          | 39          | 18          | 20          | N/D         | 31          | 24          | 30          | 25          | 14          | 1           | 12          | Whitney Houston            |
| 1987  | I Wanna Dance with Somebody                                         | 1 | 1           | 1           | 2           | 15          | 4           | 1           | 1           | N/D         | 1           | 1           | 1           | 3           | 1           | 1           | 1           | Whitney                    |
| 1987  | Didn't We Almost Have It All                                        | 1 | 2           | 14          | 4           | -           | 12          | -           | 18          | N/D         | 16          | 17          | 20          | -           | 27          | 49          |             | Whitney                    |
| 1987  | So Emotional                                                        | 1 | 9           | 5           | 3           | 21          | 15          | 25          | 30          | N/D         | 18          | 18          | -           | -           | -           | 26          | 47          | Whitney                    |
| 1988  | Where Do Broken Hearts Go                                           | 1 | 6           | 14          | 2           | -           | 32          | 22          | -           | N/D         | 28          | 47          | -           | -           | -           | 48          | 23          | Whitney                    |
| 1988  | Love Will Save the Day                                              | 9 | 8           | 10          | 8           | 48          | 9           | -           | 18          | N/D         | 7           | 6           | 37          | -           | -           | X           | X           | Whitney                    |
| 1988  | One Moment in Time                                                  | 5 | 22          | 1           | 2           | 8           | 26          | 4           | 4           | N/D         | 3           | 6           | 1           | 5           | 3           | 49          | 34          | 1988 Summer Olympics Album |
| 1988  | I Know Him So Well (avec Cissy Houston)                             | X | X           | X           | X           | X           | -           | X           | X           | N/D         | 19          | 16          | 46          | X           | X           | -           | -           | Whitney                    |
| 1989  | It Isn't, It Wasn't, It Ain't Never Gonna Be (avec Aretha Franklin) | 41 | 43          | 29          | 14          | -           | -           | 16          | -           | N/D         | -           | 40          | -           | -           | -           | -           | -           | Through the Storm          |
|       |                                                                     | Le sigle « N/D » signifie que les classements ne sont pas disponibles. Le sigle « X » signifie que le titre n'est pas sorti en single dans ce pays. |             |             |             |             |             |             |             |             |             |             |             |             |             |             |             |                            |

### Années 1990
| Année | Single                                 | Classements | Classements | Classements                                        | Classements                                        | Classements                                        | Classements                                        | Classements                                        | Classements                                        | Classements                                        | Classements                                        | Classements                                        | Classements                                        | Classements                                        | Classements                                        | Classements                                      | Classements                                      | Album                 |
| Année | Single                                 | É-U | CAN         | R-U                                                | IRL                                                | FRA                                                | ESP                                                | ITA                                                | SUI                                                | BE/W                                               | BE/F                                               | P-B                                                | ALL                                                | AUT                                                | SUE                                                | AUS                                              | N-Z                                              | Album                 |
| ----- | -------------------------------------- | --- | ----------- | -------------------------------------------------- | -------------------------------------------------- | -------------------------------------------------- | -------------------------------------------------- | -------------------------------------------------- | -------------------------------------------------- | -------------------------------------------------- | -------------------------------------------------- | -------------------------------------------------- | -------------------------------------------------- | -------------------------------------------------- | -------------------------------------------------- | ------------------------------------------------ | ------------------------------------------------ | --------------------- |
| 1990  | I'm Your Baby Tonight                  | 1 | 2           | 5                                                  | 6                                                  | 4                                                  | 7                                                  | 1                                                  | 4                                                  | N/D                                                | 2                                                  | 2                                                  | 5                                                  | 3                                                  | 4                                                  | 7                                                | 16                                               | I'm Your Baby Tonight |
| 1990  | All the Man That I Need                | 1 | 1           | 13                                                 | 16                                                 | 28                                                 | -                                                  | -                                                  | 28                                                 | N/D                                                | 14                                                 | 11                                                 | 37                                                 | 21                                                 | -                                                  | 59                                               | 36                                               | I'm Your Baby Tonight |
| 1991  | The Star-Spangled Banner               | 6 | 5           | Sorti uniquement en Amérique du Nord               | Sorti uniquement en Amérique du Nord               | Sorti uniquement en Amérique du Nord               | Sorti uniquement en Amérique du Nord               | Sorti uniquement en Amérique du Nord               | Sorti uniquement en Amérique du Nord               | Sorti uniquement en Amérique du Nord               | Sorti uniquement en Amérique du Nord               | Sorti uniquement en Amérique du Nord               | Sorti uniquement en Amérique du Nord               | Sorti uniquement en Amérique du Nord               | Sorti uniquement en Amérique du Nord               | Sorti uniquement en Amérique du Nord             | Sorti uniquement en Amérique du Nord             |                       |
| 1991  | Miracle                                | 9 | 17          | Sorti uniquement en Amérique du Nord et au Japon   | Sorti uniquement en Amérique du Nord et au Japon   | Sorti uniquement en Amérique du Nord et au Japon   | Sorti uniquement en Amérique du Nord et au Japon   | Sorti uniquement en Amérique du Nord et au Japon   | Sorti uniquement en Amérique du Nord et au Japon   | Sorti uniquement en Amérique du Nord et au Japon   | Sorti uniquement en Amérique du Nord et au Japon   | Sorti uniquement en Amérique du Nord et au Japon   | Sorti uniquement en Amérique du Nord et au Japon   | Sorti uniquement en Amérique du Nord et au Japon   | Sorti uniquement en Amérique du Nord et au Japon   | Sorti uniquement en Amérique du Nord et au Japon | Sorti uniquement en Amérique du Nord et au Japon | I'm Your Baby Tonight |
| 1991  | My Name Is Not Susan                   | 20 | 43          | 29                                                 | 14                                                 | -                                                  | -                                                  | -                                                  | -                                                  | N/D                                                | 43                                                 | 28                                                 | 52                                                 | -                                                  | 31                                                 | -                                                | -                                                | I'm Your Baby Tonight |
| 1991  | I Belong to You                        | - | -           | 54                                                 | -                                                  | -                                                  | -                                                  | -                                                  | -                                                  | N/D                                                | -                                                  | 79                                                 | -                                                  | -                                                  | -                                                  | -                                                | -                                                | I'm Your Baby Tonight |
| 1992  | We Didn't Know (avec Stevie Wonder)    | - | -           | Sorti uniquement en Amérique du Nord               | Sorti uniquement en Amérique du Nord               | Sorti uniquement en Amérique du Nord               | Sorti uniquement en Amérique du Nord               | Sorti uniquement en Amérique du Nord               | Sorti uniquement en Amérique du Nord               | Sorti uniquement en Amérique du Nord               | Sorti uniquement en Amérique du Nord               | Sorti uniquement en Amérique du Nord               | Sorti uniquement en Amérique du Nord               | Sorti uniquement en Amérique du Nord               | Sorti uniquement en Amérique du Nord               | Sorti uniquement en Amérique du Nord             | Sorti uniquement en Amérique du Nord             | I'm Your Baby Tonight |
| 1992  | I Will Always Love You                 | 1 | 1           | 1                                                  | 1                                                  | 1                                                  | 1                                                  | 2                                                  | 1                                                  | N/D                                                | 1                                                  | 1                                                  | 1                                                  | 1                                                  | 1                                                  | 1                                                | 1                                                | The Bodyguard         |
| 1993  | I'm Every Woman                        | 4 | 2           | 4                                                  | 4                                                  | 11                                                 | 3                                                  | 6                                                  | 18                                                 | N/D                                                | 2                                                  | 4                                                  | 13                                                 | 19                                                 | 7                                                  | 11                                               | 5                                                | The Bodyguard         |
| 1993  | I Have Nothing                         | 4 | 1           | 3                                                  | 4                                                  | 29                                                 | 23                                                 | -                                                  | 39                                                 | N/D                                                | 16                                                 | 23                                                 | 39                                                 | -                                                  | -                                                  | 28                                               | 20                                               | The Bodyguard         |
| 1993  | Run to You                             | 31 | 10          | 15                                                 | 9                                                  | 47                                                 | 44                                                 | -                                                  | -                                                  | N/D                                                | 27                                                 | 47                                                 | 58                                                 | -                                                  | -                                                  | 72                                               | -                                                | The Bodyguard         |
| 1993  | Queen of the Night                     | X | 39          | 14                                                 | 26                                                 | 47                                                 | -                                                  | -                                                  | 36                                                 | N/D                                                | 20                                                 | 21                                                 | 64                                                 | -                                                  | -                                                  | 88                                               | -                                                | The Bodyguard         |
| 1993  | Something in Common (avec Bobby Brown) | X | X           | 16                                                 | -                                                  | -                                                  | -                                                  | -                                                  | 41                                                 | N/D                                                | -                                                  | 40                                                 | 58                                                 | -                                                  | -                                                  | 82                                               | 33                                               | Bobby                 |
| 1995  | Exhale (Shoop Shoop)                   | 1 | 1           | 11                                                 | 16                                                 | 23                                                 | 1                                                  | 5                                                  | 13                                                 | 16                                                 | 22                                                 | 12                                                 | 26                                                 | 15                                                 | 10                                                 | 18                                               | 4                                                | Waiting to Exhale     |
| 1996  | Count On Me (avec CeCe Winans)         | 8 | -           | 12                                                 | -                                                  | -                                                  | -                                                  | -                                                  | 31                                                 | -                                                  | -                                                  | 34                                                 | 75                                                 | -                                                  | -                                                  | 87                                               | 26                                               | Waiting to Exhale     |
| 1996  | Why Does It Hurt So Bad                | 26 | 45          | Sorti uniquement en Amérique du Nord et en Océanie | Sorti uniquement en Amérique du Nord et en Océanie | Sorti uniquement en Amérique du Nord et en Océanie | Sorti uniquement en Amérique du Nord et en Océanie | Sorti uniquement en Amérique du Nord et en Océanie | Sorti uniquement en Amérique du Nord et en Océanie | Sorti uniquement en Amérique du Nord et en Océanie | Sorti uniquement en Amérique du Nord et en Océanie | Sorti uniquement en Amérique du Nord et en Océanie | Sorti uniquement en Amérique du Nord et en Océanie | Sorti uniquement en Amérique du Nord et en Océanie | Sorti uniquement en Amérique du Nord et en Océanie | 99                                               | -                                                | Waiting to Exhale     |
| 1996  | I Believe in You and Me                | 4 | 59          | 16                                                 | -                                                  | -                                                  | -                                                  | -                                                  | -                                                  | -                                                  | -                                                  | 74                                                 | 98                                                 | -                                                  | 46                                                 | 70                                               | -                                                | The Preacher's Wife   |
| 1997  | Step by Step (en)                      | 15 | 23          | 13                                                 | 14                                                 | 30                                                 | 3                                                  | 14                                                 | 15                                                 | 12                                                 | 13                                                 | 13                                                 | 8                                                  | 6                                                  | 15                                                 | 12                                               | 46                                               | The Preacher's Wife   |
| 1997  | My Heart Is Calling                    | 77 | -           | Sorti uniquement en Amérique du Nord               | Sorti uniquement en Amérique du Nord               | Sorti uniquement en Amérique du Nord               | Sorti uniquement en Amérique du Nord               | Sorti uniquement en Amérique du Nord               | Sorti uniquement en Amérique du Nord               | Sorti uniquement en Amérique du Nord               | Sorti uniquement en Amérique du Nord               | Sorti uniquement en Amérique du Nord               | Sorti uniquement en Amérique du Nord               | Sorti uniquement en Amérique du Nord               | Sorti uniquement en Amérique du Nord               | Sorti uniquement en Amérique du Nord             | Sorti uniquement en Amérique du Nord             | The Preacher's Wife   |
| 1998  | When You Believe (avec Mariah Carey)   | 15 | 26          | 4                                                  | 7                                                  | 5                                                  | 2                                                  | 4                                                  | 2                                                  | 4                                                  | 5                                                  | 4                                                  | 8                                                  | 6                                                  | 2                                                  | 13                                               | 8                                                | My Love Is Your Love  |
| 1998  | Heartbreak Hotel                       | 2 | 12          | 25                                                 | -                                                  | 7                                                  | -                                                  | -                                                  | 77                                                 | 33                                                 | -                                                  | 41                                                 | 61                                                 | -                                                  | -                                                  | 17                                               | 33                                               | My Love Is Your Love  |
| 1999  | It's Not Right but It's Okay           | 4 | 3           | 3                                                  | 21                                                 | 21                                                 | 1                                                  | 18                                                 | 18                                                 | -                                                  | 40                                                 | 12                                                 | 14                                                 | 20                                                 | 12                                                 | 88                                               | 33                                               | My Love Is Your Love  |
| 1999  | My Love Is Your Love                   | 4 | 10          | 2                                                  | 2                                                  | 10                                                 | 13                                                 | 36                                                 | 2                                                  | 9                                                  | 3                                                  | 2                                                  | 2                                                  | 2                                                  | 2                                                  | 27                                               | 1                                                | My Love Is Your Love  |
| 1999  | I Learned from the Best                | 27 | -           | 19                                                 | 18                                                 | 44                                                 | 8                                                  | -                                                  | 28                                                 | -                                                  | -                                                  | 34                                                 | 48                                                 | -                                                  | 23                                                 | -                                                | -                                                | My Love Is Your Love  |
|       |                                        | Le sigle « N/D » signifie que les classements ne sont pas disponibles. Le sigle « X » signifie que le titre n'est pas sorti en single dans ce pays. |             |                                                    |                                                    |                                                    |                                                    |                                                    |                                                    |                                                    |                                                    |                                                    |                                                    |                                                    |                                                    |                                                  |                                                  |                       |

### Années 2000
| Année | Single                                                 | Classements                                                                  | Classements | Classements                          | Classements                          | Classements                          | Classements                          | Classements                          | Classements                          | Classements                          | Classements                          | Classements                          | Classements                          | Classements                          | Classements                          | Classements                          | Classements                          | Album                       |
| Année | Single                                                 | É-U                                                                          | CAN         | R-U                                  | IRL                                  | FRA                                  | ESP                                  | ITA                                  | SUI                                  | BE/W                                 | BE/F                                 | P-B                                  | ALL                                  | AUT                                  | SUE                                  | AUS                                  | N-Z                                  | Album                       |
| ----- | ------------------------------------------------------ | ---------------------------------------------------------------------------- | ----------- | ------------------------------------ | ------------------------------------ | ------------------------------------ | ------------------------------------ | ------------------------------------ | ------------------------------------ | ------------------------------------ | ------------------------------------ | ------------------------------------ | ------------------------------------ | ------------------------------------ | ------------------------------------ | ------------------------------------ | ------------------------------------ | --------------------------- |
| 2000  | Same Script, Different Cast (avec Deborah Cox)         | 70                                                                           | -           | Sorti uniquement en Amérique du Nord | Sorti uniquement en Amérique du Nord | Sorti uniquement en Amérique du Nord | Sorti uniquement en Amérique du Nord | Sorti uniquement en Amérique du Nord | Sorti uniquement en Amérique du Nord | Sorti uniquement en Amérique du Nord | Sorti uniquement en Amérique du Nord | Sorti uniquement en Amérique du Nord | Sorti uniquement en Amérique du Nord | Sorti uniquement en Amérique du Nord | Sorti uniquement en Amérique du Nord | Sorti uniquement en Amérique du Nord | Sorti uniquement en Amérique du Nord | Whitney: The Greatest Hits  |
| 2000  | Could I Have This Kiss Forever (avec Enrique Iglesias) | 52                                                                           | 3           | 7                                    | 8                                    | 16                                   | 4                                    | 6                                    | 1                                    | 5                                    | 8                                    | 2                                    | 5                                    | 8                                    | 2                                    | 12                                   | 7                                    | Whitney: The Greatest Hits  |
| 2000  | If I Told You That (avec George Michael)               | X                                                                            | X           | 9                                    | 25                                   | -                                    | 18                                   | 9                                    | 33                                   | 25                                   | 41                                   | 31                                   | 58                                   | -                                    | 44                                   | 37                                   | -                                    | Whitney: The Greatest Hits  |
| 2000  | Fine                                                   | -                                                                            | -           | -                                    | -                                    | -                                    | -                                    | -                                    | -                                    | -                                    | -                                    | -                                    | -                                    | -                                    | 50                                   | -                                    | -                                    | Whitney: The Greatest Hits  |
| 2002  | Whatchulookinat                                        | 96                                                                           | 3           | 13                                   | 33                                   | 65                                   | 6                                    | 17                                   | 22                                   | -                                    | 48                                   | 29                                   | 47                                   | 53                                   | 29                                   | 48                                   | -                                    | Just Whitney                |
| 2002  | One of Those Days                                      | 72                                                                           | -           | -                                    | -                                    | -                                    | -                                    | -                                    | 94                                   | -                                    | -                                    | 80                                   | -                                    | -                                    | -                                    | 48                                   | -                                    | Just Whitney                |
| 2003  | Try It on My Own                                       | 84                                                                           | 24          | -                                    | -                                    | -                                    | -                                    | 79                                   | -                                    | -                                    | -                                    | -                                    | -                                    | -                                    | -                                    | -                                    | -                                    | Just Whitney                |
| 2003  | Love That Man                                          | -                                                                            | -           | Sorti uniquement en Amérique du Nord | Sorti uniquement en Amérique du Nord | Sorti uniquement en Amérique du Nord | Sorti uniquement en Amérique du Nord | Sorti uniquement en Amérique du Nord | Sorti uniquement en Amérique du Nord | Sorti uniquement en Amérique du Nord | Sorti uniquement en Amérique du Nord | Sorti uniquement en Amérique du Nord | Sorti uniquement en Amérique du Nord | Sorti uniquement en Amérique du Nord | Sorti uniquement en Amérique du Nord | Sorti uniquement en Amérique du Nord | Sorti uniquement en Amérique du Nord | Just Whitney                |
| 2003  | One Wish (for Christmas)                               | -                                                                            | -           | -                                    | -                                    | -                                    | -                                    | -                                    | -                                    | -                                    | -                                    | -                                    | -                                    | -                                    | -                                    | -                                    | -                                    | One Wish: The Holiday Album |
| 2009  | I Look to You                                          | 70                                                                           | 68          | -                                    | -                                    | 124                                  | -                                    | -                                    | 16                                   | -                                    | -                                    | 65                                   | 41                                   | 47                                   | 33                                   | -                                    | -                                    | I Look to You               |
| 2009  | Million Dollar Bill                                    | 100                                                                          | 62          | 5                                    | 8                                    | -                                    | -                                    | 15                                   | 40                                   | -                                    | -                                    | 58                                   | -                                    | -                                    | 22                                   | -                                    | -                                    | I Look to You               |
| 2009  | I Didn't Know My Own Strength                          | -                                                                            | -           | 44                                   | 38                                   | -                                    | -                                    | -                                    | -                                    | -                                    | -                                    | -                                    | -                                    | -                                    | -                                    | -                                    | -                                    | I Look to You               |
|       |                                                        | Le sigle « X » signifie que le titre n'est pas sorti en single dans ce pays. |             |                                      |                                      |                                      |                                      |                                      |                                      |                                      |                                      |                                      |                                      |                                      |                                      |                                      |                                      |                             |

### Années 2010
| Année | Single                                     | Classements | Classements | Classements | Classements | Classements | Classements | Classements | Classements | Classements | Classements | Classements | Classements | Classements | Classements | Classements | Classements | Album                                               |
| Année | Single                                     | É-U         | CAN         | R-U         | IRL         | FRA         | ESP         | ITA         | SUI         | BE/W        | BE/F        | P-B         | ALL         | AUT         | SUE         | AUS         | N-Z         | Album                                               |
| ----- | ------------------------------------------ | ----------- | ----------- | ----------- | ----------- | ----------- | ----------- | ----------- | ----------- | ----------- | ----------- | ----------- | ----------- | ----------- | ----------- | ----------- | ----------- | --------------------------------------------------- |
| 2012  | Celebrate (avec Jordin Sparks)             | -           | -           | -           | -           | -           | -           | -           | -           | -           | -           | -           | -           | -           | -           | -           | -           | Sparkle                                             |
| 2012  | His Eye Is on the Sparrow                  | -           | -           | -           | -           | -           | -           | -           | -           | -           | -           | -           | -           | -           | -           | -           | -           | Sparkle                                             |
| 2012  | I Look to You (avec R. Kelly)              | -           | -           | -           | -           | -           | -           | -           | -           | -           | -           | -           | -           | -           | -           | -           | -           | I Will Always Love You: The Best of Whitney Houston |
| 2016  | Memories (avec Siti Nurhaliza)             | -           | -           | -           | -           | -           | -           | -           | -           | -           | -           | -           | -           | -           | -           | -           | -           |                                                     |
| 2019  | Higher Love (avec Kygo)                    | 63          | 22          | 2           | 4           | 71          | -           | -           | 10          | 12          | 4           | 27          | 22          | 20          | 9           | 20          | 26          | Golden Hour                                         |
| 2019  | Do You Hear What I Hear? (avec Pentatonix) | -           | -           | -           | -           | -           | -           | -           | -           | -           | -           | -           | -           | -           | -           | -           | -           | The Best of Pentatonix Christmas                    |

### Années 2020
| Année | Single                              | Classements | Classements | Classements | Classements | Classements | Classements | Classements | Classements | Classements | Classements | Classements | Classements | Classements | Classements | Classements | Classements | Album                                        |
| Année | Single                              | É-U         | CAN         | R-U         | IRL         | FRA         | ESP         | ITA         | SUI         | BE/W        | BE/F        | P-B         | ALL         | AUT         | SUE         | AUS         | N-Z         | Album                                        |
| ----- | ----------------------------------- | ----------- | ----------- | ----------- | ----------- | ----------- | ----------- | ----------- | ----------- | ----------- | ----------- | ----------- | ----------- | ----------- | ----------- | ----------- | ----------- | -------------------------------------------- |
| 2021  | How Will I Know (avec Clean Bandit) | -           | -           | 92          | -           | -           | -           | -           | -           | -           | -           | -           | -           | -           | -           | -           | -           | Whitney Houston: I Wanna Dance with Somebody |
| 2022  | Don't Cry for Me (Sam Feldt Remix)  | -           | -           | -           | -           | -           | -           | -           | -           | -           | -           | -           | -           | -           | -           | -           | -           | Whitney Houston: I Wanna Dance with Somebody |